# Segestria octomera
Segestria octomera är en lavart som först beskrevs av Johannes Müller Argoviensis, och fick sitt nu gällande namn av R. C. Harris. Segestria octomera ingår i släktet Segestria och familjen Porinaceae.   Inga underarter finns listade i Catalogue of Life.